# Ückeritz
Ückeritz je vesnice a přímořské letovisko na ostrově Usedom (Uznam), mezi zálivem Achterwasser a Pomořanským zálivem Baltského moře v severovýchodním Německu. Patří do spolku obcí Usedom-Süd (Amt Usedom-Süd) v Zemském okrese Přední Pomořansko-Greifswald ve spolkové zemi Meklenbursko-Přední Pomořansko v Severoněmecké nížině. Leží mezi vesnicemi Kölpinsee a Bansin nedaleko polsko-německé státní hranice.

## Historie a popis
Archaologicky je doložené osídlení již z období neolitu, doby bronzové a slovanského období. První písemná zmínka o obci pochází z 15. března 1270. Během třicetileté války vesnice byla, až na několik málo obyvatel, vyhlazena válkou a morem. Po Vestfálském míru v roce 1648 se Ückeritz, stejně jako celé Západní Pomořansko, stal součástí Švédské říše. Po Mírové smlouvě ve Stockholmu z 1. února 1720, připadl Ückeritz Pruskému království. Po správní reformě v roce 1815 se Ückeritz stal součástí Provinz Pommern (Pomořanské provincie). V roce 1835 byl Ückeritz jen rybářskou vesnicí a v roce 1880 byly na pláži Baltského moře zřízeny dámské a pánské lázně. V roce 1892 se Ückeritz stal přímořským letoviskem. Zpočátku se lázeňská turistika rozvíjela pomalu, ale v roce 1912 už zde bylo cca 1600 lázeňských hostů. K vzestupu přispěla i železniční trať Swinemünde-Wolgast. Ve 30. letech 20. století zde působili významní němečtí malíři. V dobách Německé demokratické republiky v obci převládala kempinková turistika a téměř pět kilometrů dlouhá kempinková kolonie v dunovém lese mezi obcemi Ückeritz a Bansin byla známá jako největší kemp v Evropě. Na ploše 13 hektarů bylo místo pro přibližně 20 tisíc kempařů. Nicméně, dodnes je v Ückeritz několik kempů/autokempů. Místní Přírodní rezervace Wockninsee byla založena v roce 1967. Od roku 1990 je Ückeritz součástí spolkové země Meklenbursko-Přední Pomořansko a od roku 2011 je také součástí zemského okresu Přední Pomořansko-Greifswald. Jsou zde zřízeny také dva přístavy a nádraží. Cenné je historické centrum s rybářskými domky a samozřejmě rozsáhlé písčité pláže.

### Stagnieß
Původně lesní osada a později i přístav Stagnieß se poprvé písemně připomíná v roce 1187 jako „Stagnitza“. Název se vykládá jako „prapor“. Osada byla osídlena však i v raném středověku. V roce 1880 zde již bylo skladiště, poměrně dlouhé molo a vyváželo se loděmi dřevo. V období NDR byl přístav značně rozšířen. Po roce 1990 zde bylo zřízeno přírodní tábořiště, restaurace a přístaviště.

### Neu Pudagla
Neu Pudagla je osada v lesích patřící k Ückeritz. Nachází se zde nejstarší dub na ostrově.

### Lovitz
Osada patřící k Ückeritz.

## Galerie

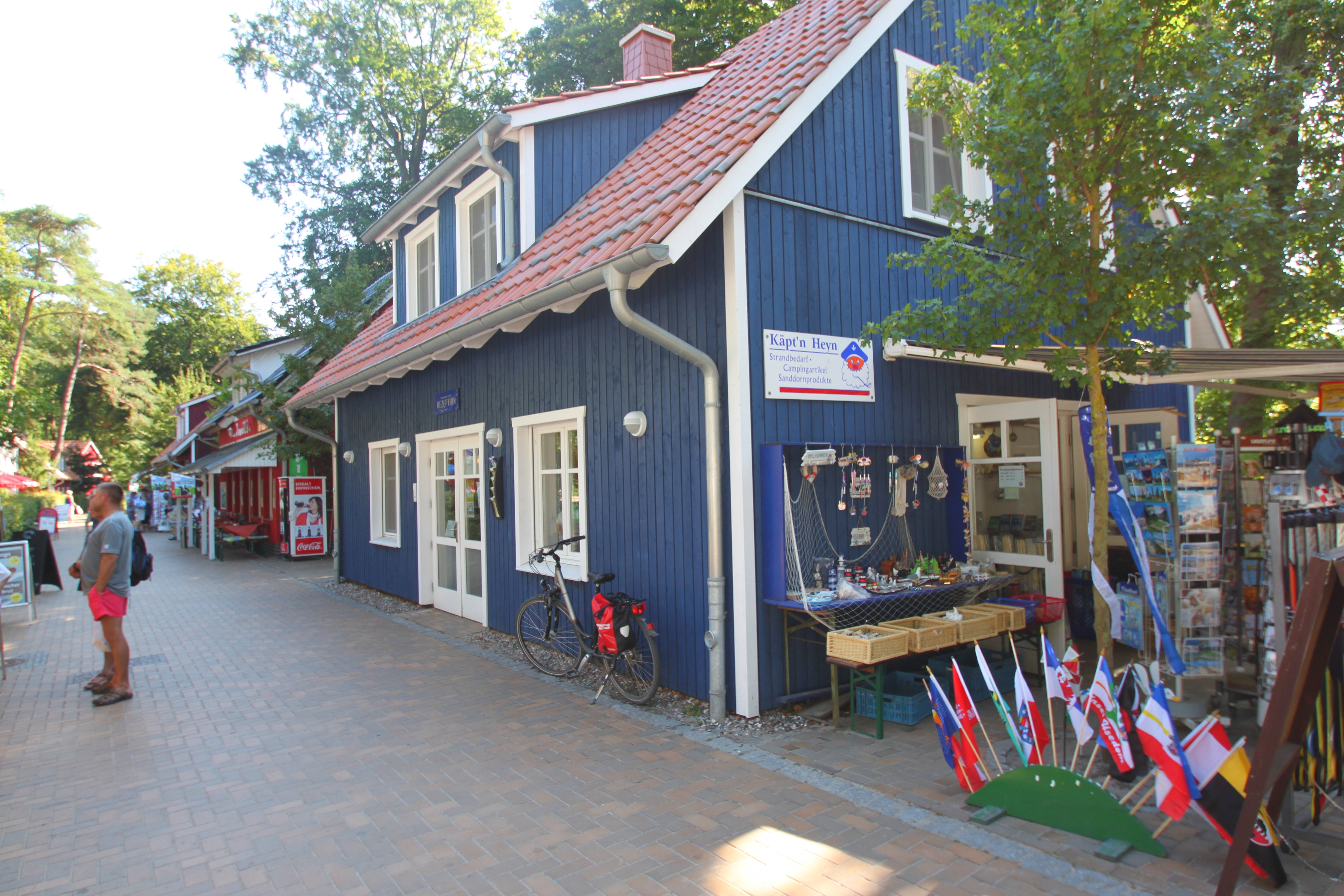
Uferpromenade
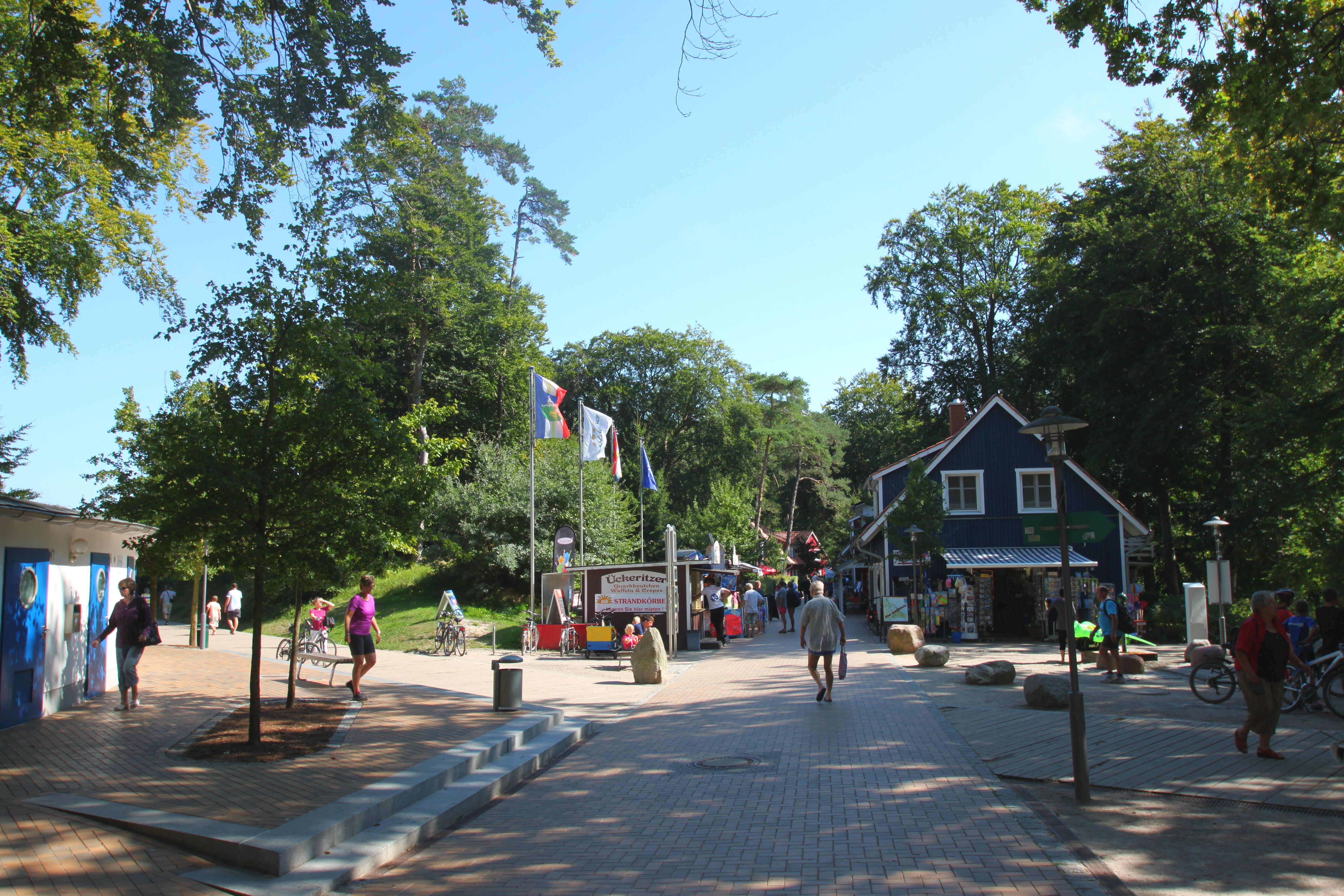
Uferpromenade
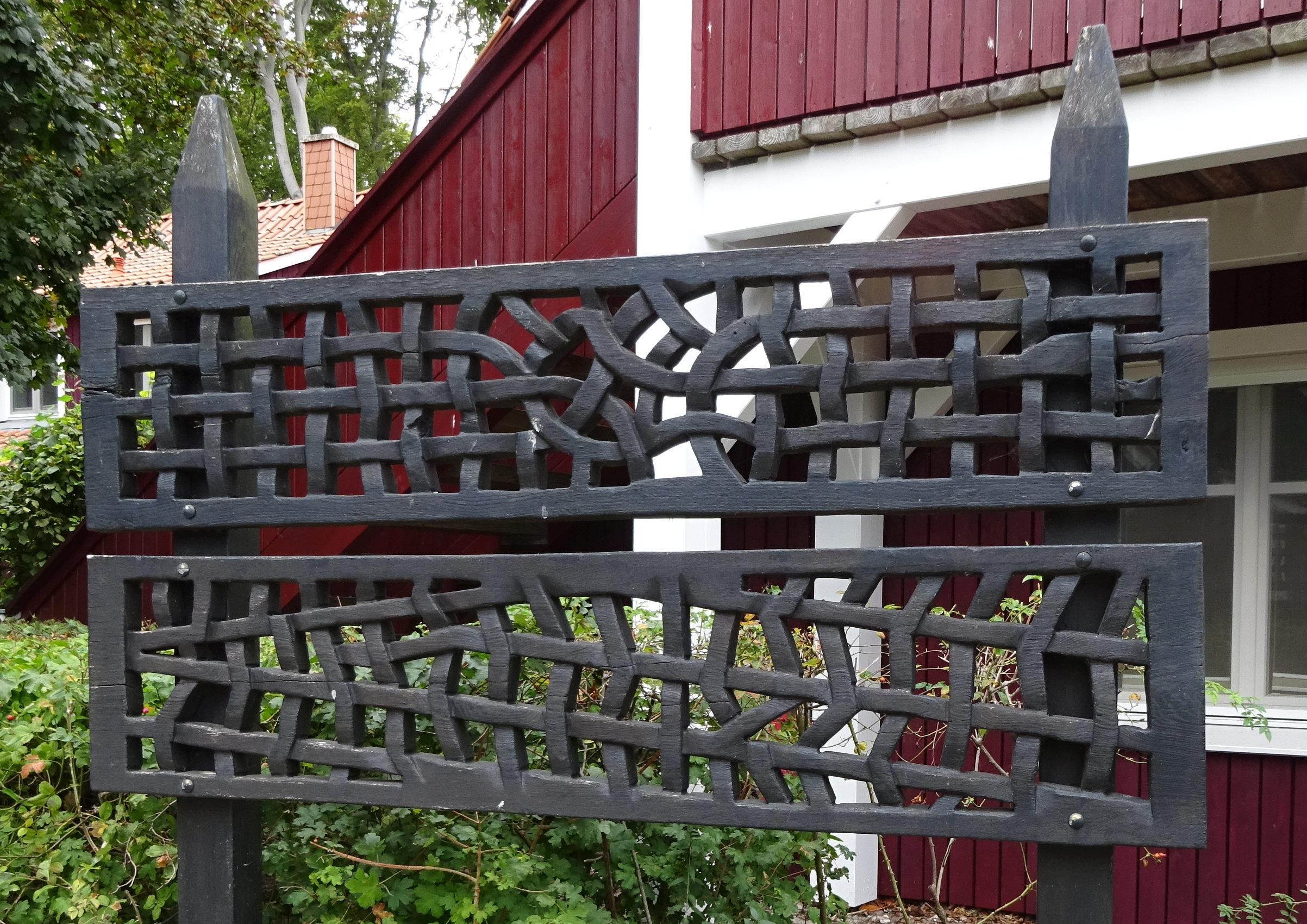
Uferpromenade
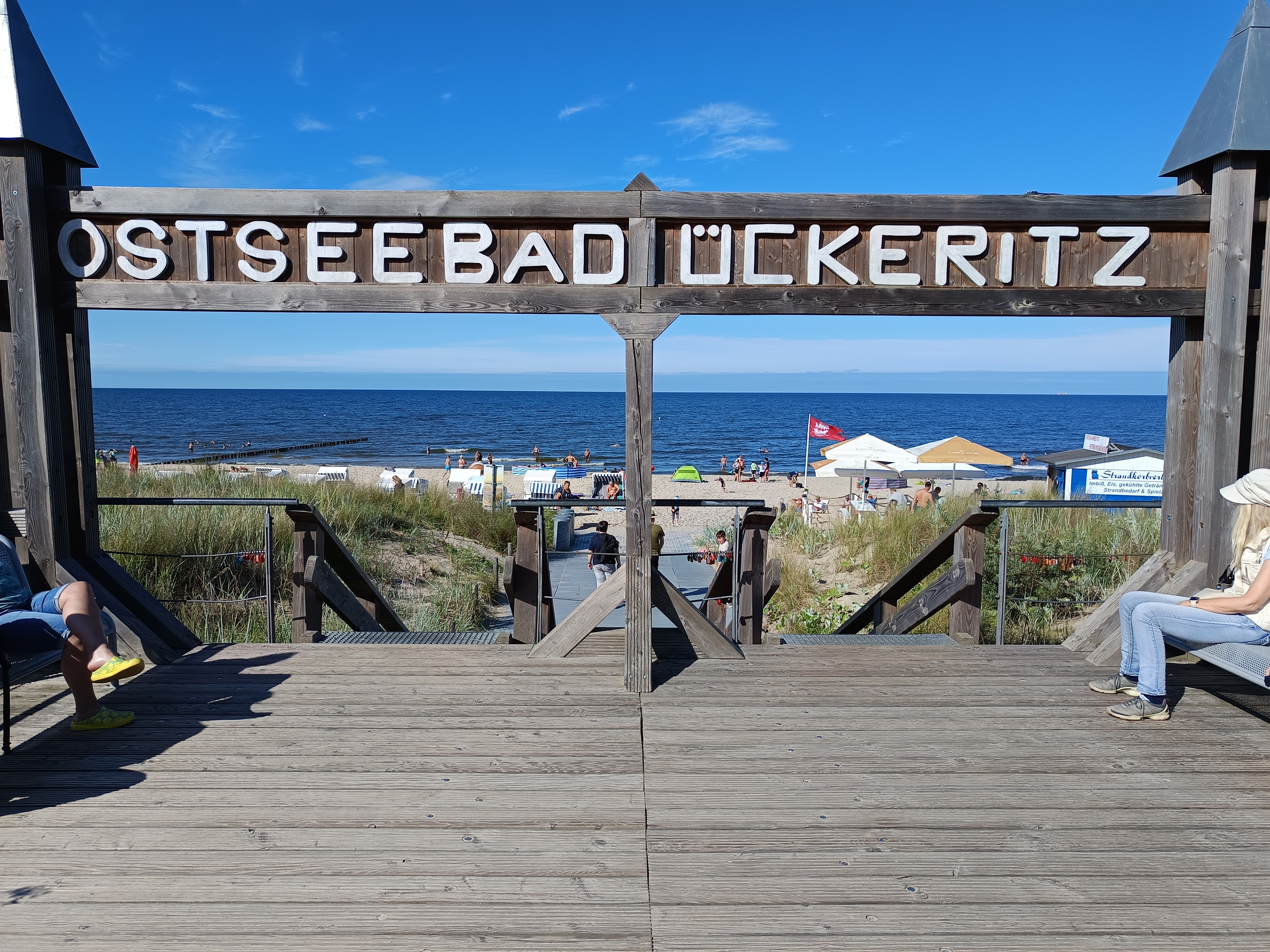
Vchod na pláž
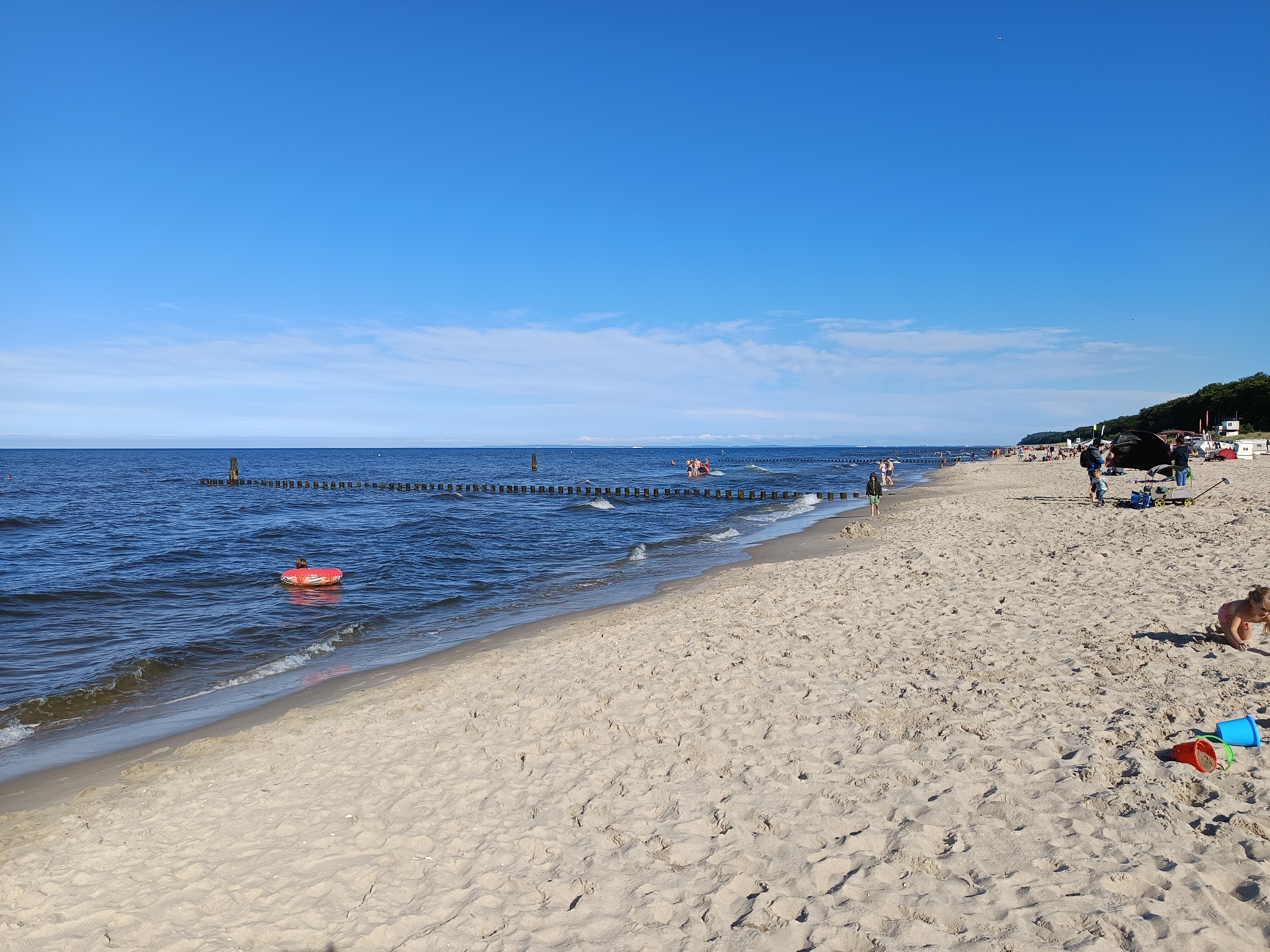
Pláž
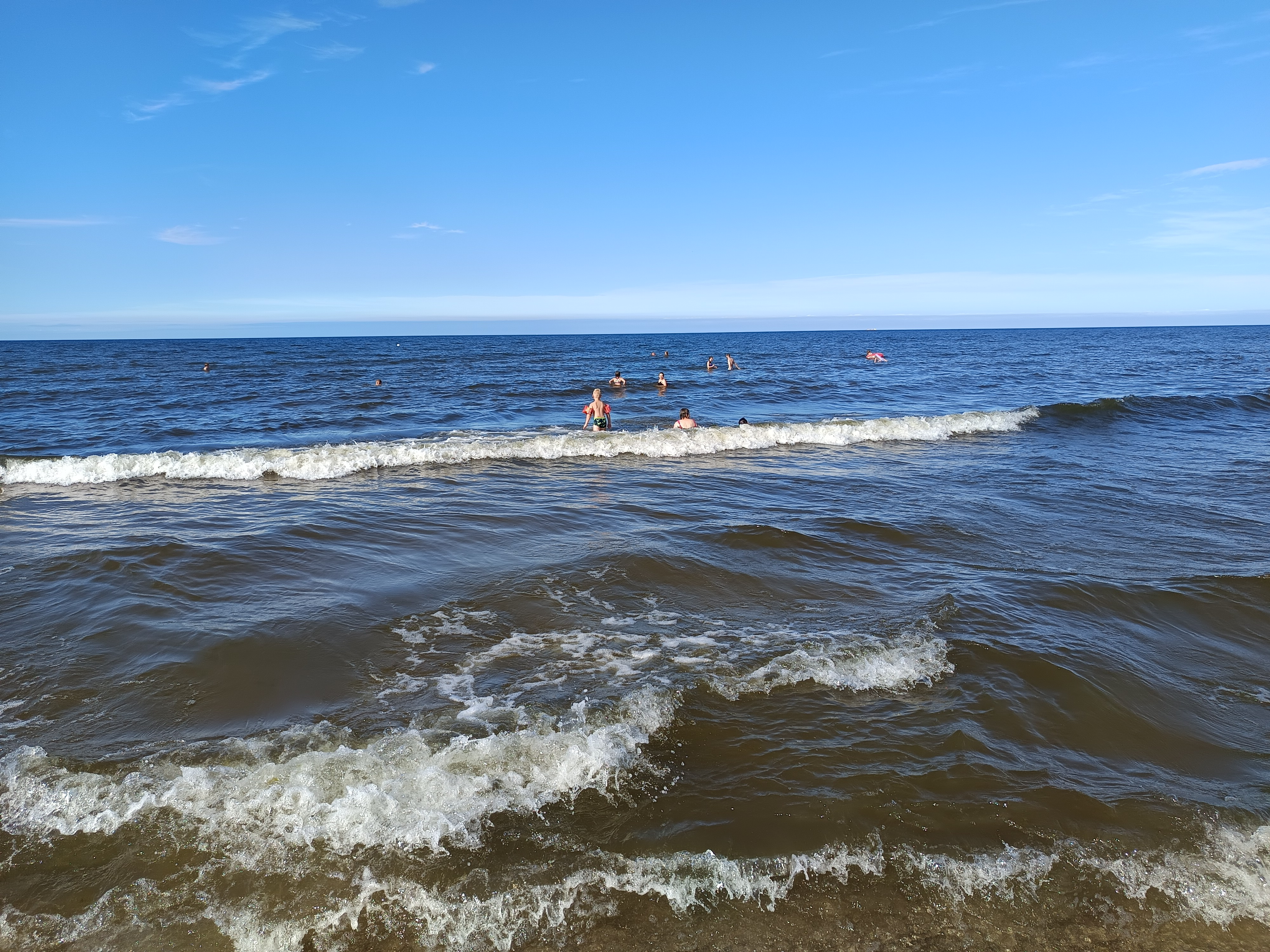
Pláž
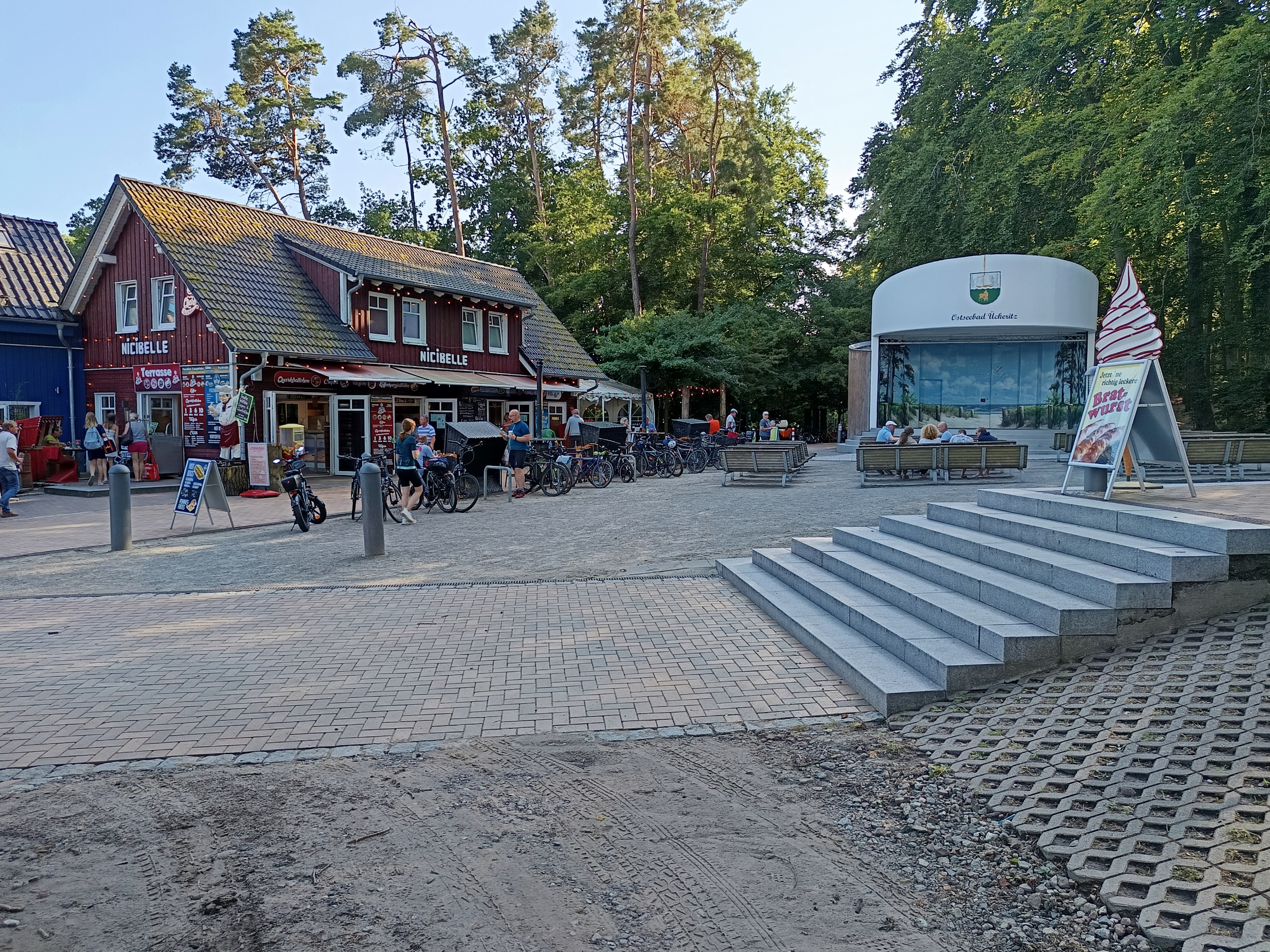
U vstupu na pláž
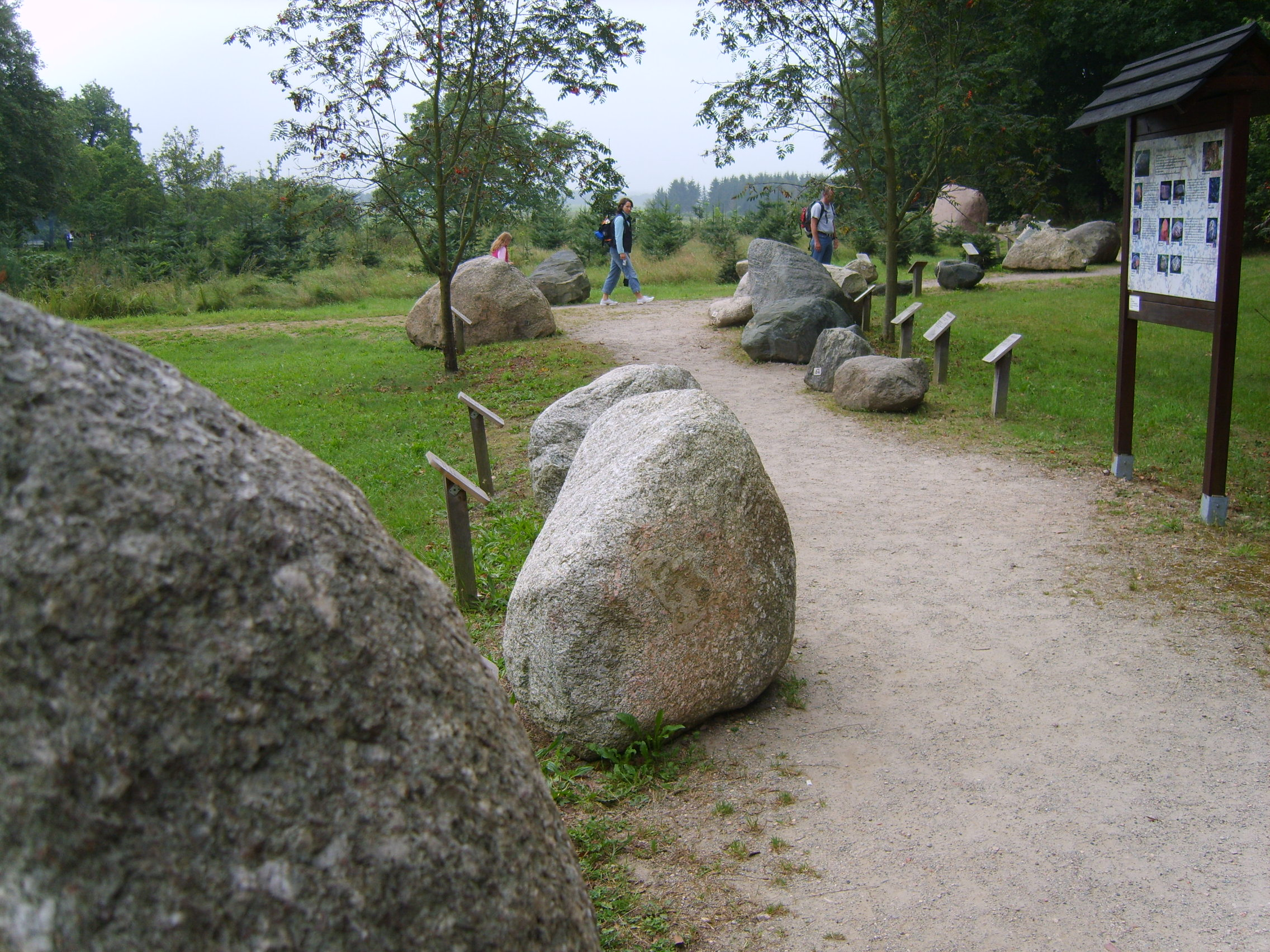
Neu Pudagla
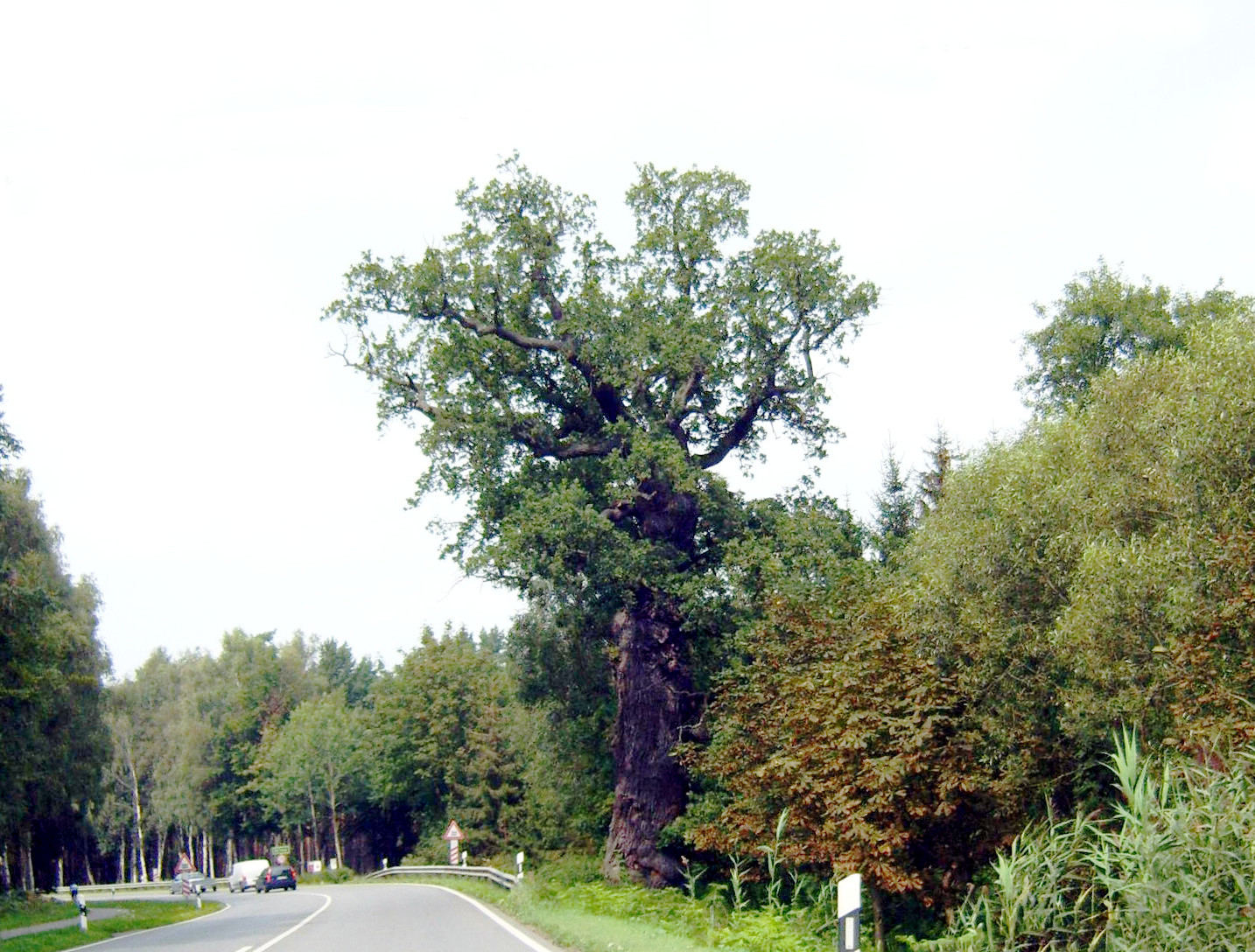
Neu Pudagla
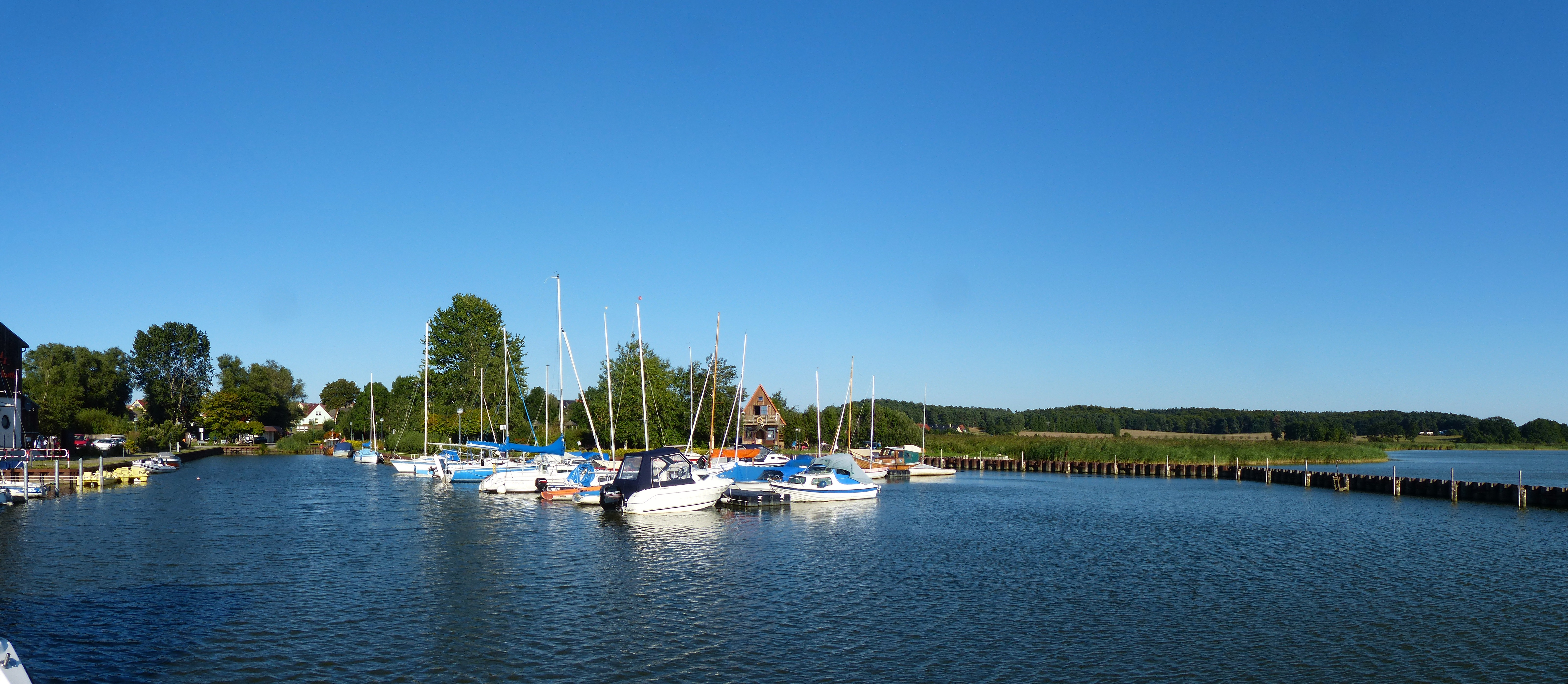
Přístav